# Tylihul-Liman

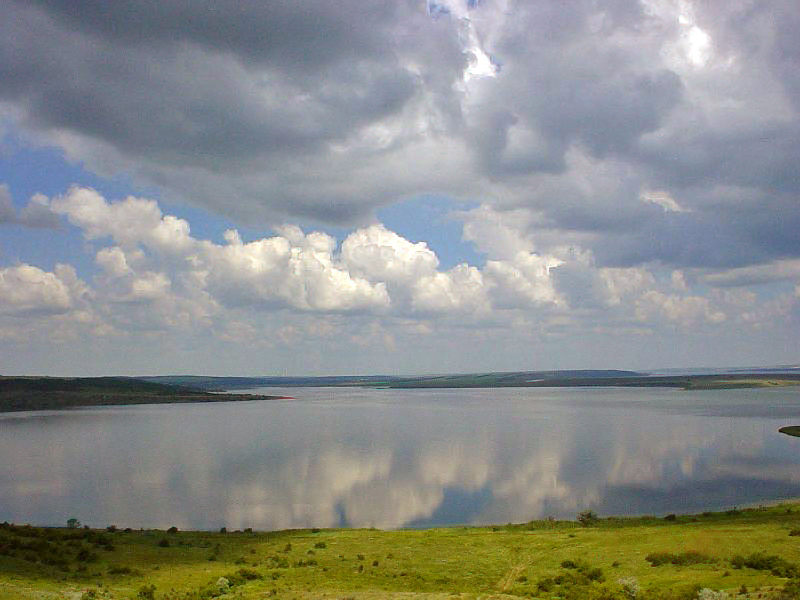
Der Tylihul-Liman

Der Tylihul-Liman (ukrainisch Тилігульський лиман) ist ein Liman im Süden der Ukraine zwischen der Oblast Odessa und der Oblast Mykolajiw und bildet die Mündung des 168 km langen Flusses Tylihul in das Schwarze Meer, der bei Donska Balka (Донська Балка) in den Liman übergeht.
Der Liman steht zu einem großen Teil unter Naturschutz.
Eine etwa 7 km lange und 4 km breite Sandbank trennt seit dem 17.–18. Jahrhundert den Liman von der Nordküste des Schwarzen Meeres. Ein Kanal durch diese verbindet den Liman mit dem Schwarzen Meer.
Der Liman hat eine Länge von 60 km, bedeckt eine Fläche von 135 km² und hat ein Wasservolumen von 0,61 km³.
Seine Breite beträgt bis zu 4,5 km. Er hat eine durchschnittliche Tiefe von 5 m und eine maximale Tiefe von 21 m.

## Zuflüsse
Neben dem Tylihul mündet noch der 46 km lange Zareha (ukrainisch Царега), der nördlich des Dorfes Nowoswitliwka (Новосвітлівка) entspringt, in den Liman.

## Ufergemeinden
Am Ufer des Limans liegen die Dörfer Koblewe (Коблеве), Petriwka (Петрівка), Marjaniwka, (Мар'янівка) und Kaiiry (Каїри).

## Naturschutz
Am Ost- und Westufer des Limans befinden sind zwei regionale Landschaftsparks. Der regionale Landschaftspark Tylihul (Oblast Odessa) und der regionale Landschaftspark Tylihul (Oblast Mykolajiw). Der Tylihul-Liman ist seit dem 23. November 1995 ein international bedeutendes und schützenswertes Feuchtgebiet nach der Ramsar-Konvention zum Schutz von Feuchtgebieten.

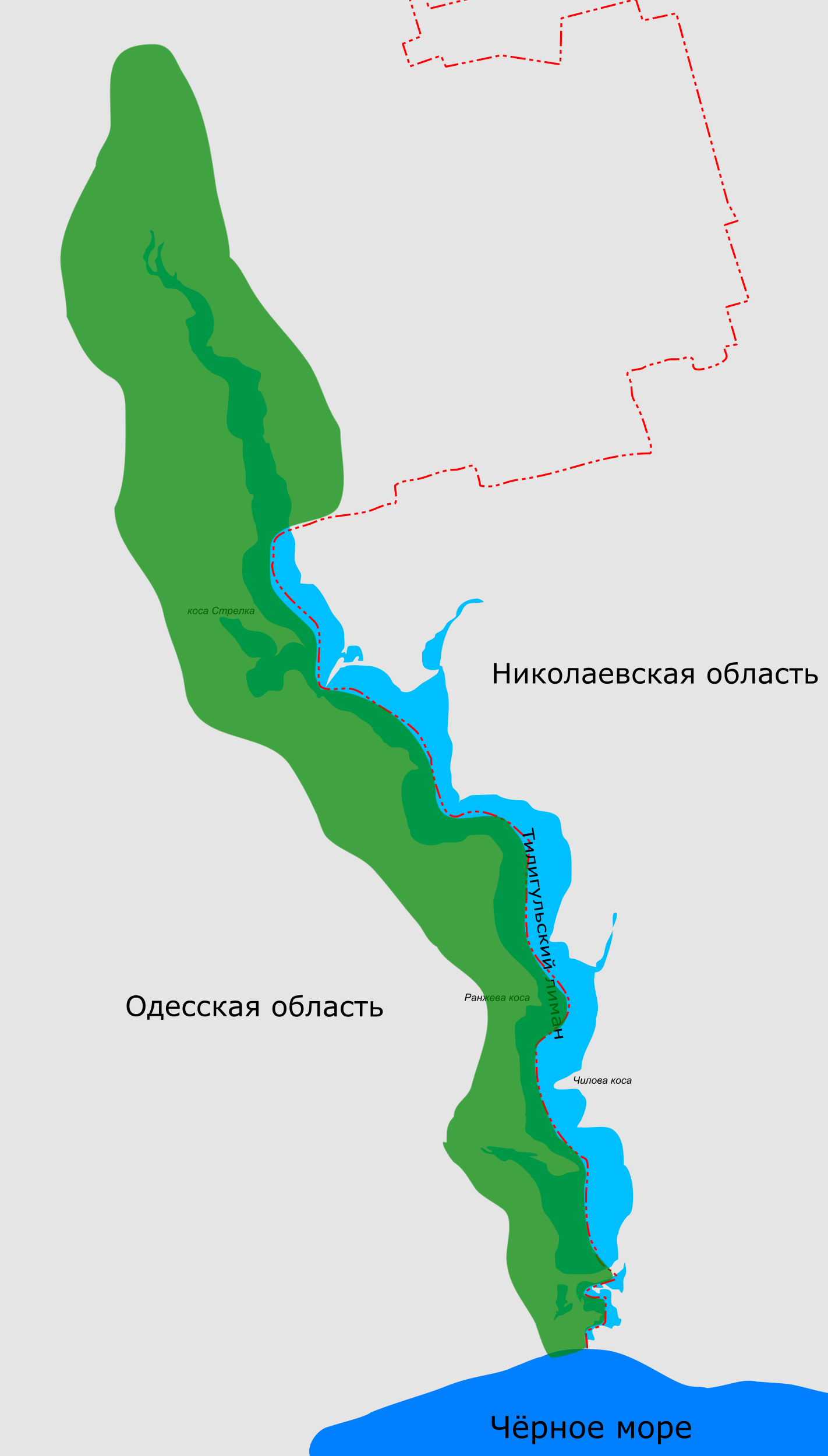
Ausdehnung des reg. Landschaftsparks Tylihul (Oblast Odessa)
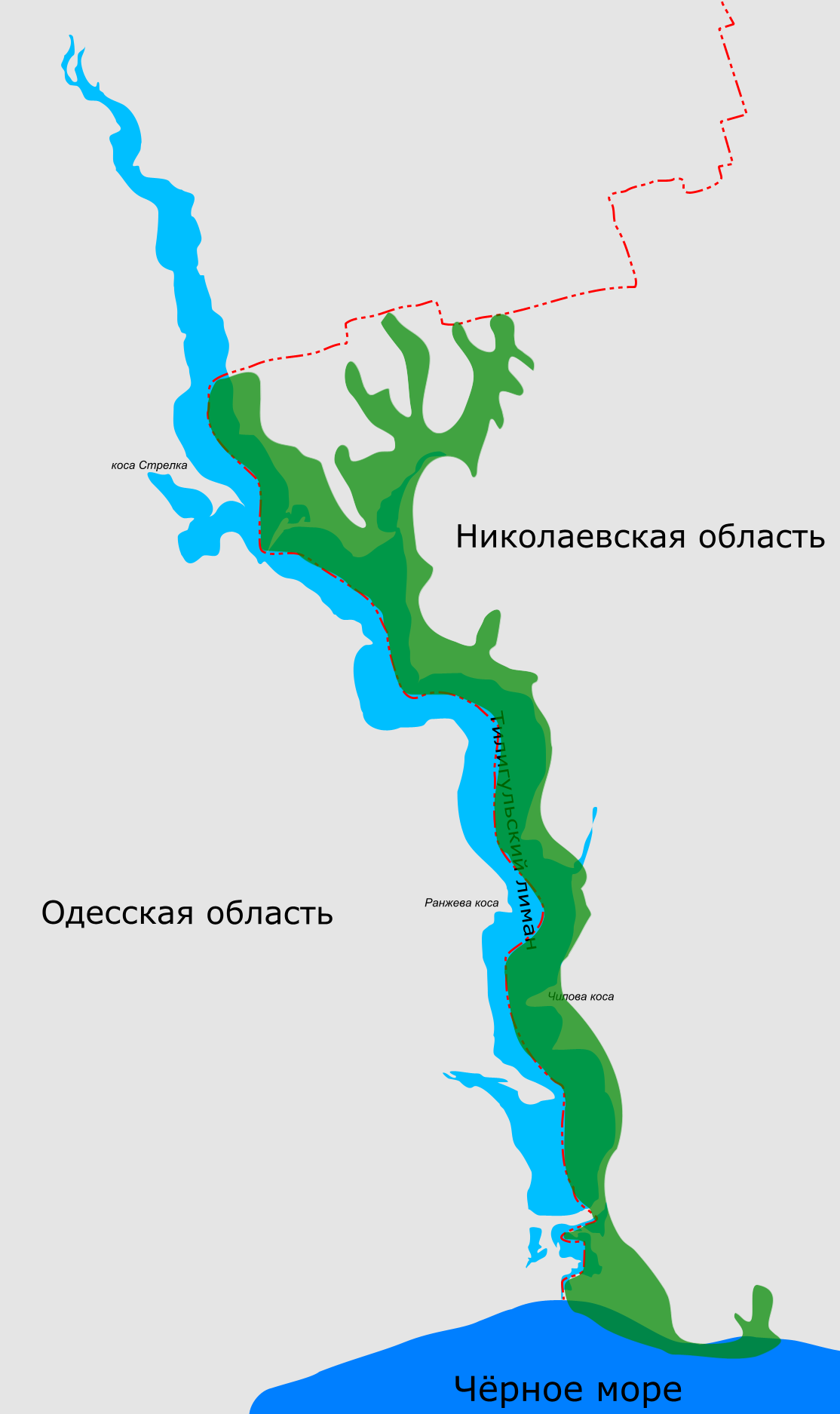
Ausdehnung des reg. Landschaftsparks Tylihul (Oblast  Mykolajiw)